# 聖弗拉基米爾山
聖弗拉基米爾山（羅馬化：Volodymyrska hirka）是位於烏克蘭首都基輔市中心的一座公園，面積10.6公頃（0.106平方）。公園內最著名的地標是聖弗拉基米爾紀念碑，也是基輔的地標之一。公園成立於19世紀中期。